# A Galeotta
L'A Galeotta è un traghetto appartenente alla compagnia di navigazione francese Corsica Linea.

## Caratteristiche
La nave è stata ordinata dalla giovane compagnia francese il 30 luglio 2019 al Cantiere navale Visentini di Porto Viro (RO); per Corsica Linea si tratta della prima nave ad alimentazione mista diesel/LNG, oltre che della prima nave di nuova costruzione acquistata. Il progetto, noto con la sigla P355, è stato realizzato dallo studio triestino Naos Ship Design. Interni a cura di Studio Ancora - Ancona . 
Il varo tecnico della nave è avvenuto 20 settembre 2021; il 29 agosto dell'anno successivo ha lasciato il cantiere per raggiungere Trieste, dove è stata sottoposta a lievi interventi alla carena in vista delle prove in mare svolte nelle settimane successive. Ultimate le prove, A Galeotta è stata ospitata presso la banchina del terminal passeggeri di Fusina a Venezia per completare le ultime fasi dell'allestimento; la consegna definitiva è avvenuta il 7 dicembre 2022.
Il traghetto ha una capacità complessiva di circa 1.000 passeggeri: le sistemazioni prevedono 293 cabine di cui 6 suite, 6 riservate a passeggeri con ridotta capacità motoria e 77 destinate all'equipaggio. La capacità veicoli è pari a 149 auto e 2.559 metri lineari di carico merci disposti su quattro ponti. L'alimentazione è affidata ad un impianto misto diesel/LNG fornito da Wartsila in grado di sviluppare una potenza complessiva di 23.400 kW, assistito da quattro generatori ausiliari (per complessivi 7.320 kW) e due motori all'asse da 2.000 kW ciascuno, agenti su altrettante eliche a passo variabile; sono inoltre previsti due bow thruster da 1.500 kW ciascuno.

## Servizio
Consegnato alla compagnia il 7 dicembre 2022, A Galeotta è entrato in servizio il 10 gennaio 2023 sulle rotte da Marsiglia per la Corsica.
Dal 2 al 9 febbraio 2025 è in bacino di carenaggio a Marsiglia.La sera del 10 febbraio riprendere il regolare servizio sulla Marsiglia-Bastia.

## Navi gemelle
- Varsovia